# Freudenstadt (distrito)
Freudenstadt é um distrito da Alemanha, na região administrativa de Karlsruhe , estado de Baden-Württemberg. Com uma área de 870,68 km² e com uma população de 122.292 habitantes (2002).

## Cidades e Municípios
| - Cidades: 1. Alpirsbach 2. Dornstetten 3. Freudenstadt 4. Horb am Neckar - Municípios: 1. Bad Rippoldsau-Schapbach 2. Baiersbronn 3. Betzweiler-Wälde 4. Empfingen 5. Eutingen 6. Glatten 7. Grömbach 8. Loßburg 9. Pfalzgrafenweiler 10. Schopfloch 11. Seewald 12. Waldachtal 13. Wörnersberg |